# 京都府道606号宮津停車場線
京都府道606号宮津停車場線（きょうとふどう606ごう みやづていしゃじょうせん）は、京都府宮津市を通る一般府道である。

## 概要
宮津市字鶴賀から宮津市字本町に至る。
宮津市の玄関駅である北近畿タンゴ鉄道宮津線・京都丹後鉄道宮福線 宮津駅と主要地方道を連絡する全長約0.5 kmの路線である。
沿線には宮津市役所をはじめ、官公庁の出先機関などが沿道に立地しており、宮津・与謝地域の行政の中心となっている。

### 路線データ
- 起点：宮津市字鶴賀（北近畿タンゴ鉄道宮津線・京都丹後鉄道宮福線 宮津駅前）
- 終点：宮津市字本町（本町交差点、京都府道9号綾部大江宮津線交点）
- 総延長：0.5413 m[1]

## 路線状況
北近畿タンゴ鉄道宮津線・京都丹後鉄道宮福線 宮津駅から一貫して西へ向かっており、国道176号や国道178号などと並走している。大手川を大手橋で渡り、宮津市役所前を通過して終点に至る。

### 道路施設

#### 橋梁
- 大手橋（大手川、宮津市）

## 地理

### 通過する自治体
- 京都府
  - 宮津市

### 交差する道路
| 交差する道路              | 交差する場所 | 交差する場所      |
| ------------------------- | ------------ | ----------------- |
| 京都府道9号綾部大江宮津線 | 字本町       | 本町交差点 / 終点 |

### 沿線
自然
- 大手川

官公庁・公共施設
- 宮津警察署
- 宮津税務署
- 宮津市役所
- 宮津簡易裁判所
- 宮津与謝消防組合宮津分署

教育
- 宮津市立宮津小学校

鉄道
- 北近畿タンゴ鉄道宮津線・京都丹後鉄道宮福線 宮津駅

金融機関・郵便局
- 宮津郵便局

企業
- NTT西日本京都支店宮津別館